# Alopecosa mutabilis
Alopecosa mutabilis är en spindelart som först beskrevs av Kulczynski 1908.  Alopecosa mutabilis ingår i släktet Alopecosa och familjen vargspindlar. Inga underarter finns listade i Catalogue of Life.